# Carst

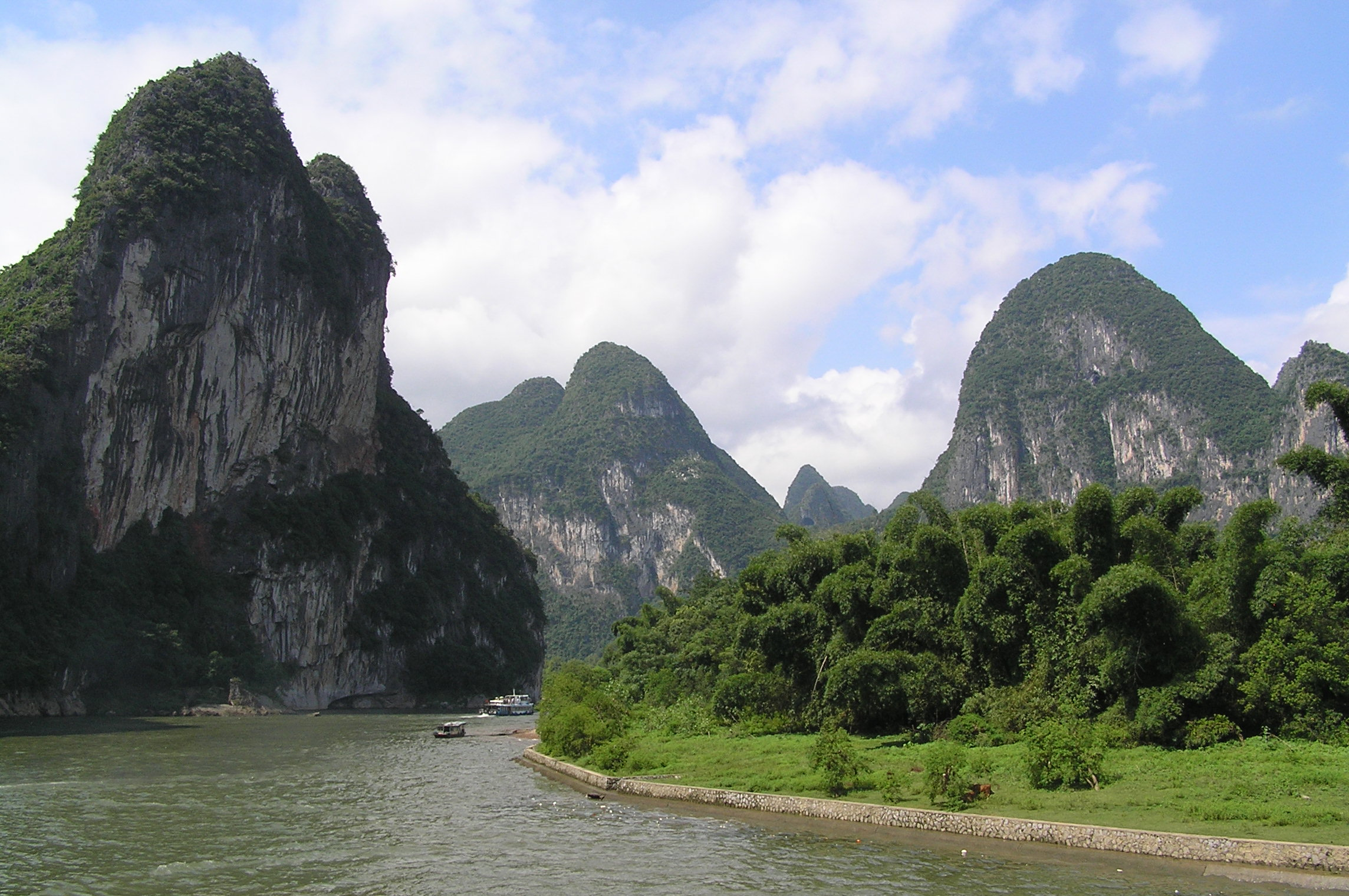
Regiune de carst Guilin, China

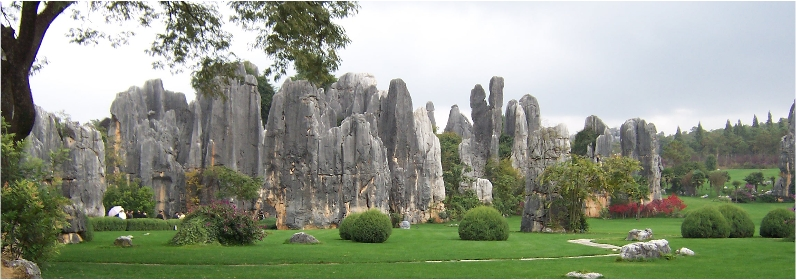
Regiune de carst, Pinnacle, Shilin, China

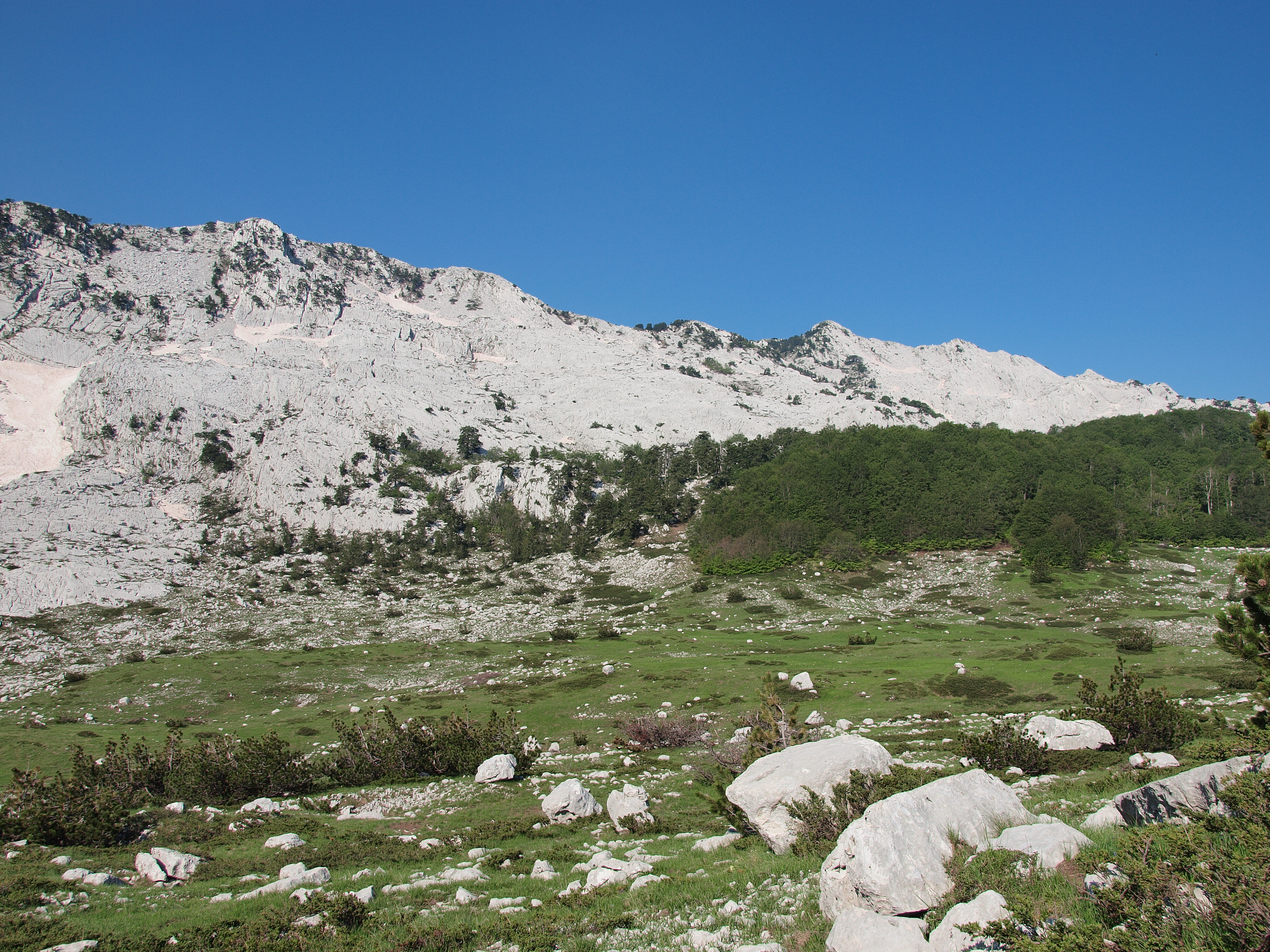
Regiune de carst glaciar, Orjen, Muntenegru

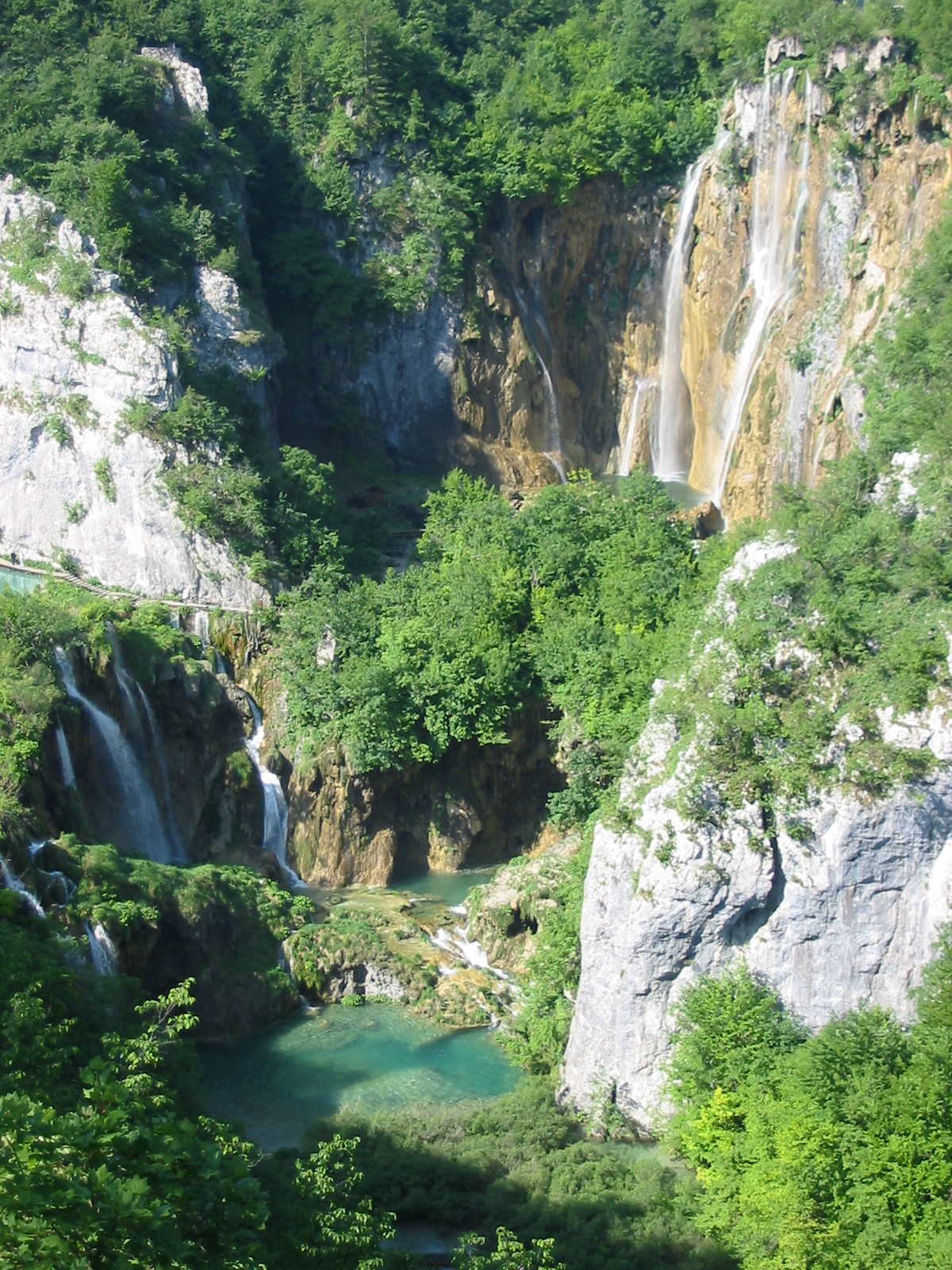
Regiune de carst, cu cascade și lacuri, Parcul național Plitvice in Croația

Carstul reprezintă totalitatea proceselor legate de circulația apei în roci solubile (calcar, dolomit, gips, sare) și formele de relief la care acestea dau naștere (la suprafață și în adâncime) conturează noțiunea de carst. Acesta a fost studiat inițial în Podișul Karst din Slovenia.

## Condiții de formare
Apariția și dezvoltarea carstului sunt condiționate de trei procese principale: 
- coroziunea (dizolvarea sau disoluția), ca proces principal, datorată apei și dioxidului de carbon;
- eroziunea, prin scurgerea laminară sau turbulentă (evorsiune, turbionare, marmitaj);
- alterarea biochimică ce degajă acizi (azotic, sulfuric, fulvic).

## Condiții de carstificare
a) Condițiile litologo-structurale includ: existența unor roci carstificabile (calcar, dolomit, cretă, gips, sare); solubilitatea rocii; puritatea, grosimea și gradul de tectonizare al rocilor; structura petrografică; prezența sau absența unor formațiuni detritice acoperitoare.
b) Condițiile hidrologice se referă la sursele care pot furniza apa, dioxidul de carbon (CO2) și diferiții acizi (ape ascendente, atmosfera, procese biochimice, descompunerea resturilor organice). Apele ținuturilor reci conțin mult CO2, fiind de 4 ori mai agresive decât cele din zona temperată. Totuși în zonele temperate, mediteraneeane, subtropicale și tropicale umede carstul se dezvoltă intens. Aici litiera prin descompunere generează diferiți acizi care accelerează efectul coroziv.
c) Condițiile morfologice facilitează sau diminuează intensitatea carstificării, prin: declivitatea pantelor, densitatea fragmentării, energia reliefului, expoziția versanților.
d) Condițiile climatice, fitogeografice și omul constituie alte grupe de factori care influențează carstificarea.